# 7 Little Johnstons
7 Little Johnstons (Brasil: Os Pequenos Johnstons ) é um reality de televisão americano que estreou no TLC em 31 de março de 2015. A série gira em torno dos Johnstons: uma família de sete pessoas com nanismo.
Foi exibida pelo SBT entre os dias 5 e 16 de setembro de 2022, no horário do meio-dia em substituição a Carrossel e foi substituída por Maria Esperança.

## Participantes
Trent Johnston (19 de março de 1976) é o patriarca da família Johnston, ele trabalha como Supervisor de Paisagismo de uma Faculdade em Fortsyth, Geórgia. vem de uma família de anões, tem 3 irmãos com nanismo e seus pais também tem nanismo.
Amber Johnston (10 de março de 1979) é a matriarca da família Johnston, ela trabalha como Corretora de Imóveis em Fortsyth, Geórgia. vem de uma família de pessoas de estatura normal. seu pai biológico abandonou sua mãe(falecida) quando ela tinha 6 meses de vida e seu pai de criação, Andy tem estatura normal, tem 2 irmãos de estatura normal.
Jonah Johnston (01 de dezembro de 1999, Barnesville, Geórgia) é o primogênito dos filhos, ele gosta de jogar Futebol.
Anna Johnston (07 de maio de 2000 Sibéria) é a segunda mais velha dos filhos, é adotada da Sibéria, é a mais problemática e difícil dos filhos, ela gosta de Maquiagem.
Elizabeth Johnston (07 de dezembro de 2001 Barnesville, Geórgia) é a terceira mais velha dos filhos, é a mais alta dos 7 Johnstons, ela gosta de Pintura e já fez uma exposição de seus quadros.
Emma Johnston (01 de julho de 2005 Baoding, China) é a quarta mais velha dos filhos, foi a última a ser adotada em 2010 quando tinha 5 anos, vindo de Baoding, China, ela é líder de torcida da sua escola.
Alex Johnston (15 de novembro de 2005 Seul, Coreia do Sul) é o caçula dos filhos, é adotado de Seul, Coreia do Sul, é muitas vezes medroso, preguiçoso, curioso e engraçado, e já teve paixões platônicas por 2 duas professoras, uma dava aula de natação e outra era professora no terceiro ano.

## Curiosidades
Trent e Amber se conheceram no dia 28 de abril de 1995, num evento de nanismo e se casaram em 21 de novembro de 1998. 
A partir da gestação de Elizabeth, que foi muito difícil, eles decidiram partir para adoção. Eles adotaram 3 crianças (todas asiáticas).
Eles só fazem o programa por aceitação social.
Amber sofreu preconceito na Adolescência.
Anna já pichou um armário da escola.
Jonah já participou de testes para participar de times de futebol.
Trent e Jonah já participaram de uma corrida.
O programa conseguiu estrear no TLC depois da polêmica sobre o reality dos Willis, quando denúncias ao patriarca da família foram expostas na televisão.
Eles são conhecidos como "os 7 anões da vida real".
Antes de terem seu próprio reality show eles já foram no programa do Anderson Cooper.

## Resumo da série
A série mostra o dia-a-dia do casal, Trent e Amber Johnston e seus filhos, Jonah e Elizabeth (biológicos) e Anna, Emma e Alex (adotados). ambos vivendo em Fortsyth, Geórgia(Estados Unidos).